# Голос Греции
Голос Греции (греч. Η Φωνή της Ελλάδας) - греческая международная общественная радиостанция. Входит в ERT.

## История

### Предыстория (до 1947)
Первая попытка трансляции коротковолновых передач была осуществлена во время греко-итальянской войны, в октябре 1940 года, греческие коротковолновые радиопрограммы транслировались с небольшого передатчика, установленного в центре Афин в направлении фронта и на Балканы.

### Голос Греции (1947 - 1999)
В 1947 году ЕІРТ на коротких волнах запустил сеть международных иноязычных радиоблоков на греческом и 12 иностранных языках с 7,5 кВт передатчика на Кипр, Египет, Турцию, Балканы и Советский Союз. В 1972 году был открыт довольно мощный передающий центр в Avlis в 37 км, к северо-востоку от Афин. До начала 2000-х годов Голос Греции выпускал программы на коротких и средних волнах, представляющие собой 50-минутные блоки на греческом языке для различных регионов мира с 10-минутными вставками — выпусками новостей на языках данного региона. Например, блок в направлении СССР передавался в 17.00 и 21 час по московскому времени, включая новости на русском языке в середине часа. Остальное время занимал обзор событий на греческом и греческая музыка. После запуска круглосуточной международной радиостанции ERA 5, иноязычные радиоблоки Голоса Греции были выделены в ΕΡΑ Διεθνες Δικτυο ("Международная сеть").

### ERA-5 и FILIA (1999 - 2013)
В 1999 году ЕРТ на ультракоротких и средних волнах (666 AM) запустила круглосуточную радиостанцию для иммигрантов Φιλία 106.7, после чего ЕРА 5 стал вещать только на греческом языке. В этот период департамент международного вещания греческого радио выпускает две отдельные программы:
1. ERA-5 (с 2012 года ЕРА Πέμπτο Πρόγραμμα) — (как пятая программа греческого радио), под лейблом Голос Греции — круглосуточно вещание для заграницы на греческом языке на спутниках (Hot bird), коротких волнах (9420, 15 630 и 7475 кГц) и в Интернете на сайте ERT.
2. FILIA (Дружба) под лейблом FILIA Голоса Греции — круглосуточная программа для заграницы, туристов и иностранных рабочих в Греции на 12 языках: английском, французском, немецком, арабском, испанском, русском, румынском, турецком, сербско-хорватском, болгарском, албанском и польском. Эта программа передается на средней волне 666 AM (для Греции и Юго-Восточной Европы), на коротких волнах 11645 и 12105 кГц (для Европы,Средиземноморья и Ближнего Востока), а также в режиме прямого эфира через Интернет на сайте ERT. 30-минутная передача новостей и комментариев на русском языке передается с понедельника по пятницу с 8.30 UTC (12.30 Московского летнего времени). В выходные русская передача идет на два часа раньше, представляя собой программу музыки и коротких очерков о греческих нравах и достопримечательностях.

### ΕΡΑ Αθήνας (2013 - 2015)
11 июня 2013 года Совет Министров Греческой Республики принял решение о расформировании ERT, ЕРА Πέμπτο Πρόγραμμα была закрыта, Φιλία 106.7 была присоединена к радиостанции ΕΡΑ Αθήνας, вещающей в Греции на ультракоротких волнах, на которой стали выходить ежедневные часовые иноязычные передачи.

### Голос Греции (с 2015)
11 июня 2015 года ERT на коротких волнах (9420 кГц) вновь запустила Η Φωνή της Ελλάδας в качестве круглосуточной грекоязычной радиостанции с ежедневной информационно-музыкальной программой "Ξενογλωσσο δελτιο" ("Иноязычный выпуск"), представляющая собой поток из одиннадцати пятиминутных информационных блоков (50-минутный выпуск по будням в 09.10) и выпусками новостей на греческом языке каждый час. Вещание на коротких волнах прекращено 15 июня 2022 года.